# EMac
eMac — персональный компьютер семейства Macintosh, выпускавшийся компанией Apple Inc. Как и предполагает его название (educational Mac — мак для образования), представляет собой машину, оптимизированную для учебных заведений, впоследствии доступную и для частных покупателей.
Корпус представляет собой моноблок (монитор и системные компоненты в одном корпусе) с 17″ CRT-экраном. Первая модель была белого цвета, такого же как у iMac того времени.
Впервые появился в апреле 2002 года, содержал процессор PowerPC G4 с тактовой частотой 700 и 800 МГц, графическую карту NVidia GeForce2 MX, 128 или 256 МБ памяти и 40 ГБ жёсткий диск. Как и все модели макинтош, имел встроенные мультимедийные компоненты (микрофон, динамики, CD-ROM), а также модем, выходы USB, FireWire и гнездо для карты AirPort (wi-fi).
Последующие модели этой серии содержали бо́льшие по объёму жёсткие диски, DVD-пишущие приводы, более мощные графические карты и быстрые процессоры.
eMac перестали выпускать в июле 2006 года, заменив его младшей из моделей iMac с аналогичными характеристиками.

## Комплектации
| Component                 | eMac | eMac (ATI Graphics) | eMac (USB 2.0) | eMac (2005) |
| Дата презентации          | 22 апреля 2002 | 6 мая 2003 | 13 апреля 2004 | 3 мая 2005 |
| Кодовое название          | "P69" | "Northern Lights" | N/A | "Q86J" |
| Дисплей                   | 17-дюймовый (16-дюймовая видимая область) ЭЛТ монитор, максимальное поддерживаемое разрешение 1280 x 960                                        | 17-дюймовый (16-дюймовая видимая область) ЭЛТ монитор, максимальное поддерживаемое разрешение 1280 x 960                                                   | 17-дюймовый (16-дюймовая видимая область) ЭЛТ монитор, максимальное поддерживаемое разрешение 1280 x 960                                     | 17-дюймовый (16-дюймовая видимая область) ЭЛТ монитор, максимальное поддерживаемое разрешение 1280 x 960                                                                             |
| Процессор                 | 700 MHz или 800 MHz PowerPC G4 (7441/7451) | 800 MHz или 1 GHz PowerPC G4 (7445) | 1.25 GHz PowerPC G4 (7447A) Модель 1 GHz только для учащихся                                                                                 | 1.42 GHz PowerPC G4 (7447A) Модель 1.26 GHz только для учащихся |
| CPU кэш                   | 64 KB L1, 256 KB L2 (1:1) | 64 KB L1, 256 KB L2 (1:1) | 64 KB L1, 512 KB L2 на чипе (1:1) | 64 KB L1, 512 KB L2 на чипе (1:1) |
| Шина                      | 100 MHz | 133 MHz | 167 MHz | 167 MHz |
| Память                    | 128MB of PC133 SDRAM Максимум 1GB | 128MB of PC133 SDRAM (256MB on superdrive model) Максимум 1GB                                                                                              | 256MB of PC2700 (333 MHz) DDR SDRAM Максимум 2GB (официально только 1GB)                                                                     | 256MB of PC2700 (333 MHz) DDR SDRAM (512 MB на супердрайв модели) Максимум 2GB (официально только 1GB)                                                                               |
| Графика                   | nVidia GeForce 2 MX with AGP 2x support; 32MB of DDR SDRAM video memory                                                                         | ATI Radeon 7500 with AGP 4x support; 32MB dedicated DDR SDRAM video memory                                                                                 | ATI Radeon 9200 with AGP 4x support; 32MB dedicated DDR SDRAM video memory                                                                   | ATI Radeon 9600 with AGP 4x support; 64MB dedicated DDR SDRAM video memory (32MB DDR SDRAM video for education model)                                                                |
| Жесткий диск              | 40GB | 40GB, 60GB, 80GB | 40GB, 80GB | 40GB, 80GB, 120GB, 160GB |
| AirPort                   | Встроенная антенна и слот расширения для опционального 11 Mbit/s AirPort Card; IEEE 802.11b compliant                                           | Встроенная антенна и слот расширения для опционального 54 Mbit/s AirPort Extreme Card                                                                      | Встроенная антенна и слот расширения для опционального 54 Mbit/s AirPort Extreme Card                                                        | Встроенная антенна и слот расширения для опционального 54 Mbit/s AirPort Extreme Card                                                                                                |
| Bluetooth                 | N/A | N/A | Опционально Bluetooth 1.1 | Опционально Bluetooth 1.1 |
| Внутренний дисковод       | n/a | 32x read | n/a | 32x |
| Внутренний привод[c]      | 8x DVD and 32x CD read; 32x CD-R and 10x CD-RW write                                                                                            | 8x DVD and 32x CD read; 32x CD-R and 10x CD-RW write | 12x DVD and 32x CD read; 32x CD-R and 10x CD-RW write                                                                                        | 12x DVD and 32x CD read; 32x CD-R and 24x CD-RW write |
| Внутренний дисковод[c]    | 6x DVD and 24x CD read; 2x DVD-R, 8x CD-R, and 4x CD-RW write                                                                                   | 8x DVD and 32x CD read; 4x DVD-R, 16x CD-R, and 8x CD-RW write                                                                                             | 10x DVD and 32x CD read; 8x DVD-R, 24x CD-R, and 10x CD-RW write                                                                             | 12x DVD and 32x CD read; 8x DVD+/-R, 4x DVD+/-RW, 2.4x DVD+R DL, 24x CD-R, 8x CD-RW write                                                                                            |
| Типичные характеристики   | 3 Built-in USB 1.1 and 2 Firewire 400 ports, Built-in 18-watt Harmon Kardon stereo speakers, Built-in microphone, Built-in modem, Mini-VGA Port | 3 Built-in USB 1.1 and 2 Firewire 400 ports, Built-in 18-watt Harmon Kardon stereo speakers, Built-in microphone, Built-in modem, Mini-VGA Port            | 3 Built-in USB 2.0 and 2 Firewire 400 ports, Built-in 16-watt stereo speakers, Built-in microphone, Mini-VGA Port, Audio Input, Audio Output | 3 Built-in USB 2.0 and 2 Firewire 400 ports, Built-in 18-watt stereo speakers, Built-in microphone, External VGA port, actually Apple's own Mini-DVI Port (требует Mini-VGA Adapter) |
| Операционная система      | Mac OS X 10.1.4 “Пума” и Mac OS 9.2.2 | Mac OS X 10.2.6 “Jaguar” | Mac OS X 10.3.3 “Panther" | Mac OS X 10.4 "Tiger" |
| Максимальная комплектация | Mac OS X 10.4 “Tiger” and Mac OS 9.2.2 Неофициально можно установить Mac OS X 10.5 “Леопард”                                                    | Mac OS X 10.5 “Leopard” (1 GHz model) Mac OS X 10.4 "Tiger" and Mac OS 9.2.2 (800Mhz Model) Неофициально, 800 MHz можно установить Mac OS X 10.5 “Leopard” | Mac OS X 10.5 “Leopard” | Mac OS X 10.5 “Leopard” |
| Вес                       | 50 фунтов / 22.7 кг | 50 фунтов / 22.7 кг | 50 фунтов / 22.7 кг | 50 фунтов / 22.7 кг |